# 破虜湖の戦い
破虜湖の戦い（日本語：パロこのたたかい、韓国語：破虜湖戰鬪、파로호 전투）は、朝鮮戦争中の1951年5月17日に開始された国連軍及び中国人民志願軍による戦闘。

## 経緯
1951年龍門山の戦いで敗北した後、中国軍第63軍は華川に向かって後退し始め、張都暎将軍が率いる韓国軍6師団は中国軍を追い始めた。龍門山戦いで韓国軍第6師団は中部戦線に形成される可能性のあった中共軍の大規模な突破口を阻止することにより、戦線の分断を防ぎ、首都圏に及ぼす危険性を排除した。特に6師団第2連隊は全面防御態勢で3日間持ちこたえ、中共軍に連続的な打撃を加えることによって主抵抗線を誤認させる決定的な役割を果たした。

## 編制

### 国連軍
- 第9軍団 軍団長：ホッジ（英語版）少将
  - 韓国陸軍第6師団 師団長：張都暎准将、副師団長：林富澤大領
    - 第2連隊 連隊長代理：宋大厚中領（5月25日付で連隊長就任と同時に大領昇進[5]）
    - 第7連隊 連隊長：梁仲鎬大領
    - 第19連隊 連隊長：林益淳大領

### 中国人民志願軍
- 第63軍 軍長：傳崇碧
  - 第187師
  - 第188師
  - 第189師

## 戦闘

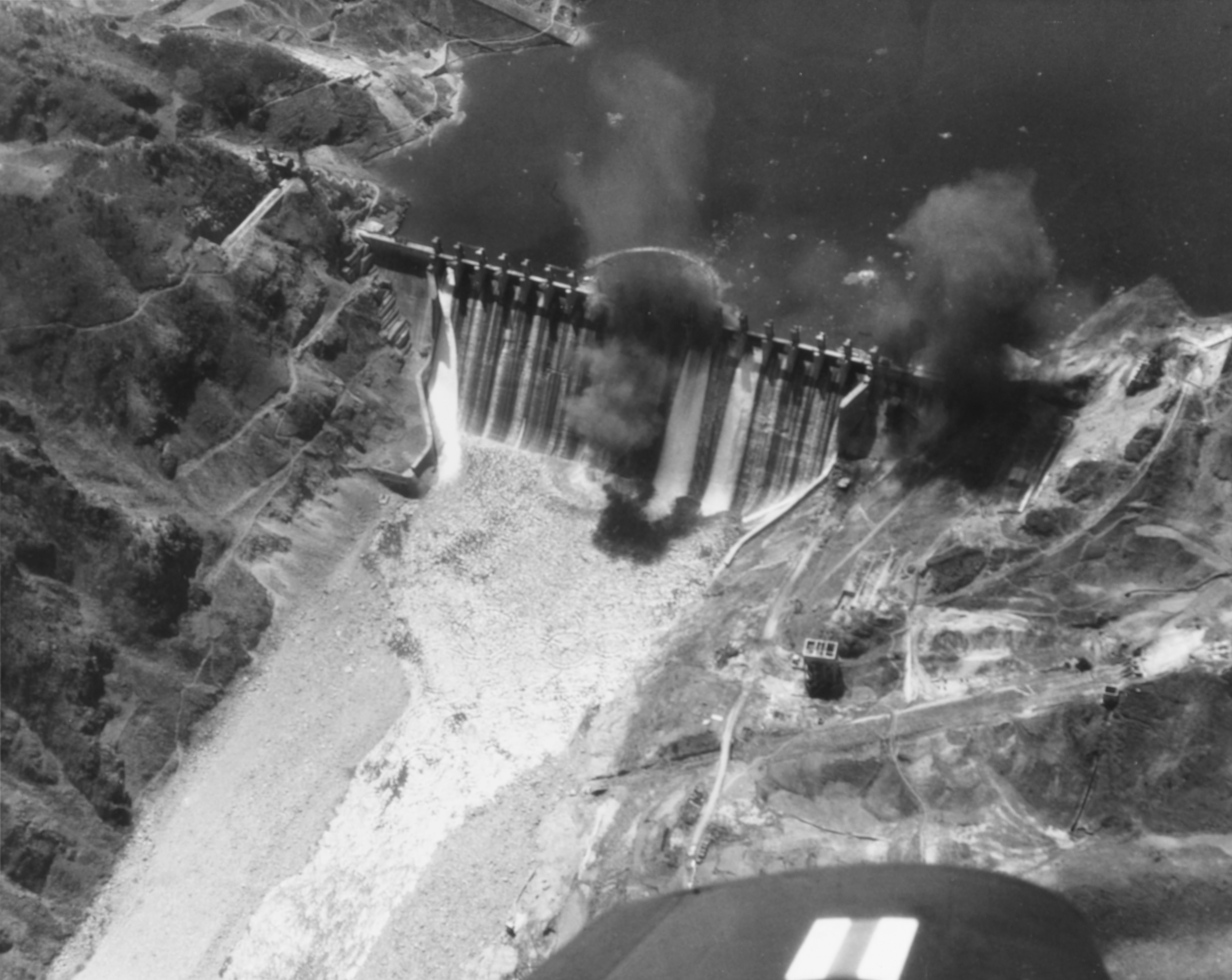
1951年5月 華川ダム

韓国軍第6師団は米軍第9軍団の華川進撃に参加し、北漢江西側の鶏冠山-北培山-加徳山-芝岩里を攻撃することになった。5月25日午前、第6師団は、第2、第7連隊が中共軍の防御拠点である鶏冠山-北培山の高地群を攻撃している間に第19連隊を北培山後方に迂回させ、退路を遮断するように命じた。第9軍団は、第10軍作戦地域から抜け出た1万～1万2000名余の部隊と多数の車両や野砲が長蛇の列をなして華川ダム(破虜湖)の南側を過ぎ華川に向かっているとの航空偵察による報告を受けると、第19連隊は芝岩里を西側から攻撃させ、第6師団主力は韓国軍第7師団と華川ダムを攻撃するため春川に集結させた。
5月27日、米軍の砲撃と空襲支援の下、第6師団主力は攻撃を開始し、中共軍第63軍の抵抗を撃退して九萬里発電所-屏鳳山を連ねるカンザスラインに進出した。韓国軍第6師団は逃走する中国軍を追い続け、張都暎が率いた韓国軍第6師団は中国軍を大きく撃破して中国軍に2万人を超える死者、2,617人捕虜が出た。韓国軍は、中国軍兵士の遺体をダム湖に水葬したことから湖の水が赤くなったと伝えられる。
当時の状況を張都暎准将は「後退する中共軍を追撃する間、道端でうずくまった中共軍兵士をごみを拾うようにトラックに載せていったが、わが軍の小隊規模の部隊が敵の大隊規模の部隊を捕虜にしていくという珍風景が演じられた」と証言している。
破虜湖の戦いは朝鮮戦争当時、韓国軍が収めた勝利の中で最も大きな勝利だったという。この朗報に接した李承晩大統領はこの作戦の勝利を褒め称えるため、華川ダムを野蛮な外敵を大破させた湖という意味で破虜湖と呼ぶことにした。現在も、自ら揮毫した"破虜湖"記念碑が残っている。。5月28日、韓国軍第6師団は華川ダム西側に進出して中共軍主力の後退を確認した。目標である華川の占領が大幅に遅れたため、中共軍を完全に包囲することは出来なかった。